# Équipe cycliste Idea 2010 (2012)
Ne doit pas être confondu avec l'équipe cycliste Idea 2010 ASD qui s'est appelée Idea 2010 en 2011 et 2013 et Idea 2010 ASD depuis 2014.
L'équipe cycliste Idea 2010 est une équipe cycliste italienne qui a existé uniquement en 2012. Elle fut la réserve de la formation Idea et ne doit pas être confondue avec celle-ci lorsqu'elle portait le même nom Idea 2010 lors des saisons 2011 et 2013.

## Idea 2010 en 2012

### Effectif
| Cycliste         | Date de naissance | Nationalité | Équipe 2011                   |
| ---------------- | ----------------- | ----------- | ----------------------------- |
| Tomas Alberio    | 31 mars 1989      | Italie      | Geox-TMC                      |
| Piero Baffi      | 8 septembre 1990  | Italie      | Idea 2010                     |
| Marco Benfatto   | 6 janvier 1990    | Italie      | Zalf Désirée Fior             |
| Matteo Busato    | 20 décembre 1987  | Italie      | Zalf Désirée Fior             |
| Andrea Corna     | 5 octobre 1992    | Italie      | Idea 2010                     |
| Norman Falco     | 8 avril 1990      | Italie      | SC Gerbi 1910                 |
| Fabio Gadda      | 15 septembre 1993 | Italie      |                               |
| Kabir Lenzi      | 30 août 1992      | Italie      | Idea 2010                     |
| Denis Shaymanov  | 2 juin 1992       | Ouzbékistan | Delio Gallina                 |
| Matteo Spreafico | 15 février 1993   | Italie      |                               |
| Mirko Tedeschi   | 17 décembre 1987  | Italie      | Viris Vigevano-Lomellina      |
| Flavio Valsecchi | 24 décembre 1989  | Italie      | Pool Cantù 1999-Carmiooro NGC |
| Claudio Zanotti  | 20 avril 1989     | Italie      | Idea 2010                     |

### Victoire
| Date       | Course                | Pays   | Classe | Vainqueur     |
| ---------- | --------------------- | ------ | ------ | ------------- |
| 08/07/2012 | Giro del Medio Brenta | Italie | 1.2    | Matteo Busato |